# Военно-морской флот Петра I

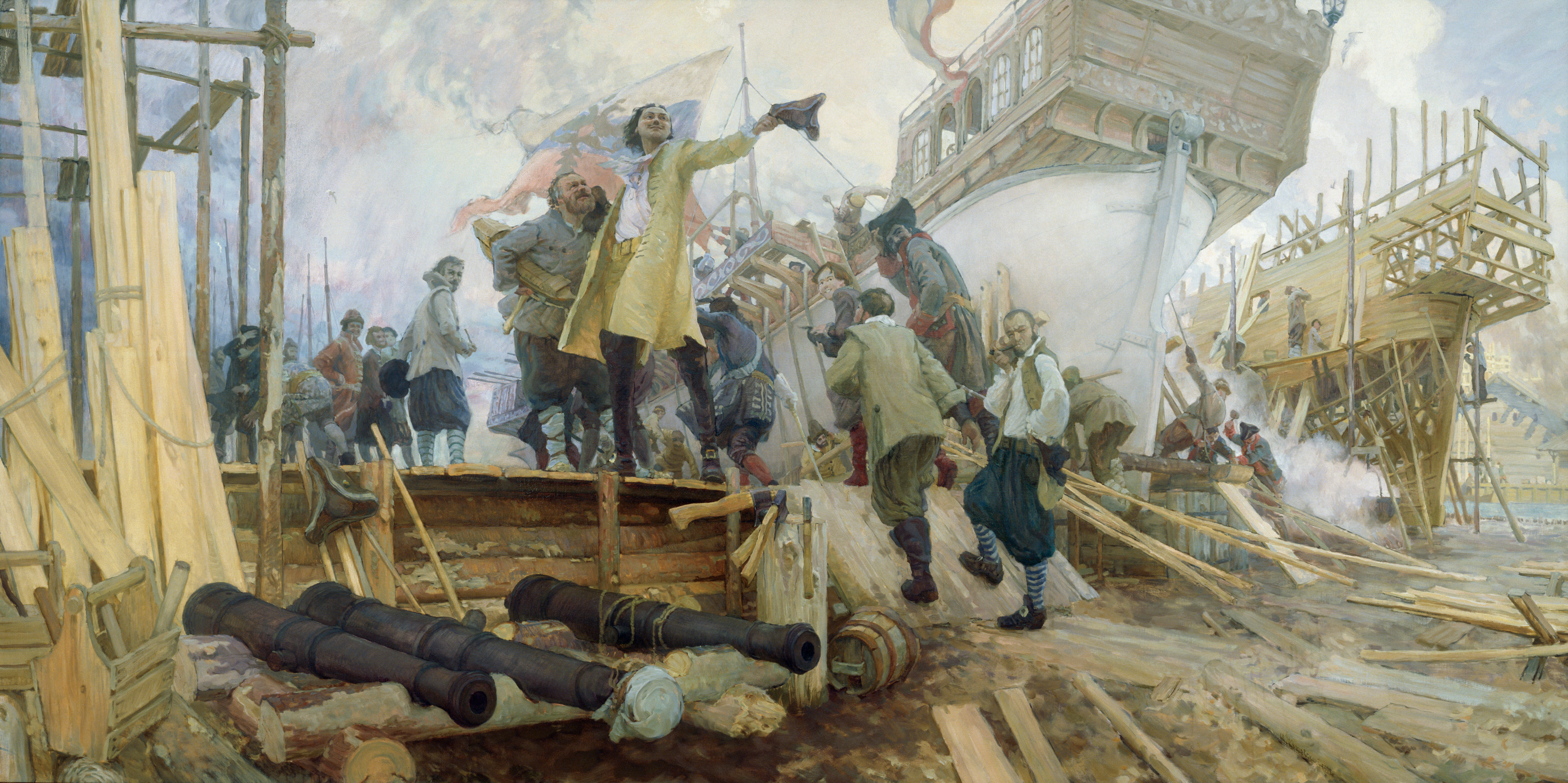
«Новое в России дело», 2009 г. художник Ю. Кушевский

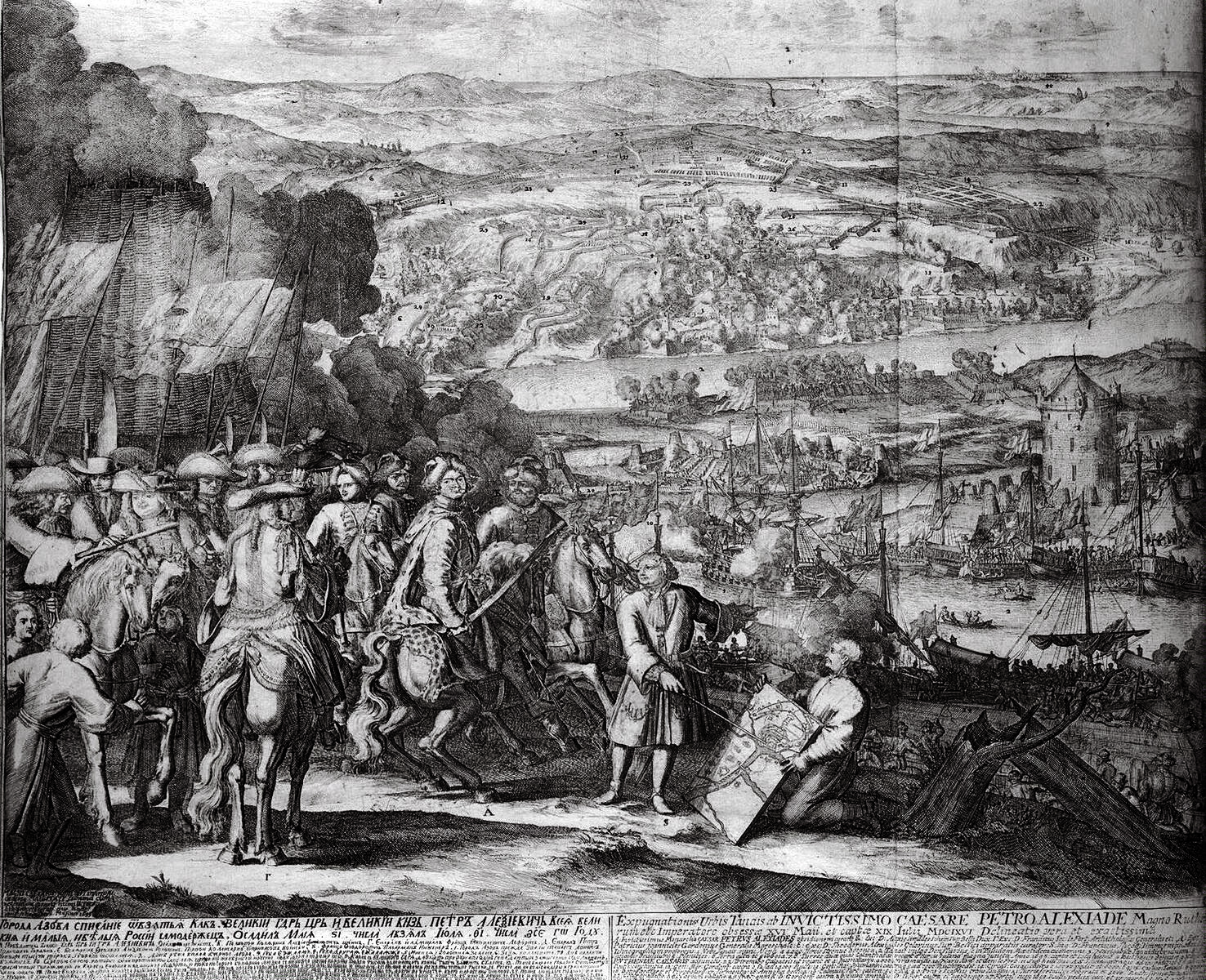
Взятие Азова. В центре, на конях, Царь Пётр I и воевода Алексей Шеин (гравюра А. Шхонебека)

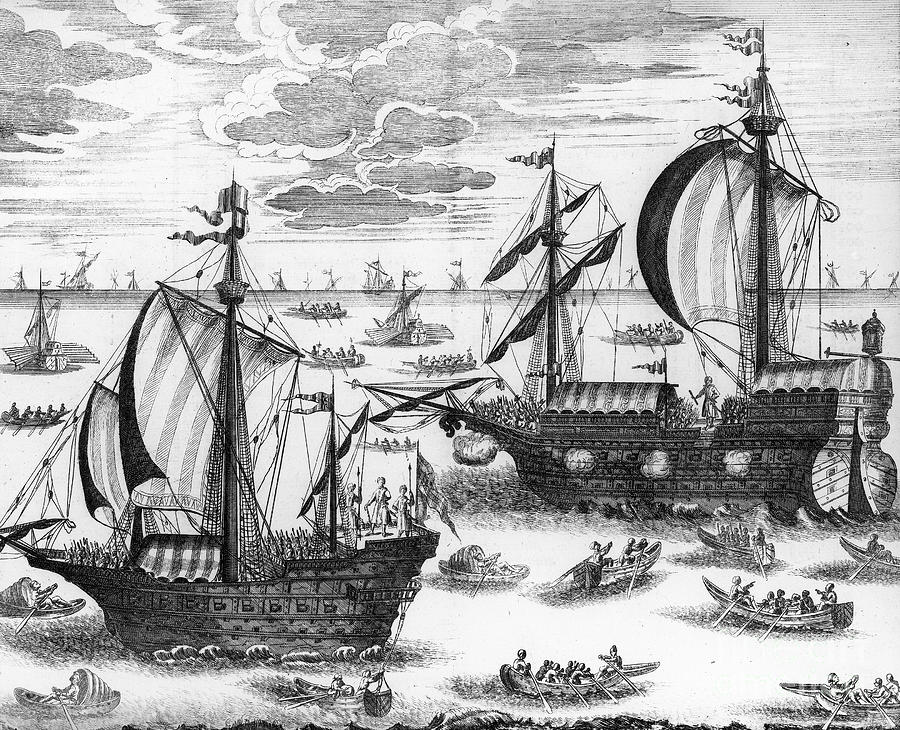
Азовский флот

Военно-морской флот Петра I — военно-морские силы (армейский флот), созданные в Русском царстве в эпоху правления Петра I и заложившие основу Российского императорского флота.
Основываясь на опыте античных воителей и своих предшественников, Петр I сумел создать уникальное по своим возможностям явление, которое аккумулировало в себе возможности мобильной армии, передвигающейся на лёгких гребных судах. В отличие от других морских держав того времени, например, Швеции, в которой шхерные эскадры представляли собой небольшие формирования судов для действия на мелководье и проведения небольших десантных операций и подчинялись непосредственно адмиралам корабельного (батарейного) флота, Армейский флот Петра действовал самостоятельно и очень удачно в благоприятных для этого условиях Балтийского моря. Деятельность Петра I по созданию и развитию русского флота сыграла большую роль в возвращении Россией выходов к Азовскому, Балтийскому, Каспийскому и Чёрному морям.

## История формирования
Ознакомившись с плаванием при помощи иностранцев, проживавших в Москве, причём он воспользовался старым английским ботом своего деда (1688 год), Пётр заложил несколько судов, сначала в Переславле, на Плещеевом озере, потом в Архангельске. Познакомившись с неудобствами Белого моря, Пётр стал думать о перенесении своих морских занятий на какое-нибудь другое море. Он колебался между Балтийским и Чёрным; ход русской дипломатии побудил его предпочесть войну с османами (Турцией) и Крымом, и тайной целью похода назначен был Азов — первый шаг к выходу в Чёрное море. Шутливый тон скоро исчез; письма Петра стали лаконичнее по мере того, как обнаружилась неподготовленность русского войска и генералов к серьёзным действиям. Неудача первого похода заставила Петра сделать новые усилия. Флотилия, построенная на Воронеже, оказалась мало пригодной для военных действий; выписанные Петром иностранные инженеры опаздывали; Азов сдался в 1696 году «на договор, а не военным промыслом». Пётр шумно отпраздновал победу, но хорошо чувствовал незначительность успеха и недостаточность сил для продолжения борьбы. Он предлагал боярам схватить «фортуну за власы» и изыскать средства для постройки флота, чтобы продолжать войну с «неверными» на море. Бояре возложили постройку кораблей на кумпанства светских и духовных землевладельцев, имевших не меньше сотни дворов; остальное население должно было помогать деньгами. Построенные кумпанствами корабли оказались позднее никуда не годными, и весь этот первый флот, стоивший населению около 900 тысяч тогдашних рублей, не мог быть употреблён ни для каких практических целей.

### Азовская флотилия
Намереваясь утвердить российскую власть на берегах Азовского моря, Пётр решился овладеть турецкой крепостью Азов, запиравшей выход из Дона. Покорение этого пункта и дальнейшее распространение завоеваний по морскому прибрежью требовали постоянного пребывания в тех местах флота; а потому царь велел строить суда на реке Воронеж, близ впадения её в Дон. Неудача 1-й азовской осады (1695 год), начатой без флота, ещё более показала необходимость его, и поэтому работы не прекращались даже в начале зимы, отличавшейся в тот год необычайною суровостью. Благодаря энергической деятельности, возбуждаемой присутствием самого царя, к весне 1696 года построено 2 корабля (или прама), 2 галеаса, 23 галеры и 4 брандера. Главным начальником этого флота, в звании адмирала, был назначен Лефорт, а после него — генуэзский уроженец де Лима и француз де Лозьер. На них преимущественно был возложен надзор за кораблестроением. Галеры, сколько известно, построены по модели, выписанной из Испанской Голландии, а корабли (или прамы), были не что иное, как плоскодонные ящики о двух мачтах, вооружённые каждый 44-мя орудиями. Эти неповоротливые массы назначались не для плавания в открытом море, а для действия по береговым укреплениям, и так как провод их по мелководному и извилистому верховью Дона был сопряжён с большими затруднениями, то их разобрали и сухим путём везли до Черкасска, где вторично собрали и спустили на воду. Флотилия эта, находясь при вторичной осаде Азова, немало содействовала покорению крепости. Убеждённый опытом в пользе флота, Пётр назначил в течение 1697—1699 годов построить ещё 55 кораблей и фрегатов и 11 бомбардирных судов и брандеров; но так как средств государственной казны на это не хватало, то издержки по сооружению большей части этих судов он разложил на духовенство (начиная с патриарха), бояр и городских обывателей. Вместе с тем приступлено к устройству Таганрогской гавани.
В 1708 году учреждены были на берегах Дона ещё новые верфи в Таврове, Ново-Павловске и при реке Икорц. Во всех этих местах с 1695 по 1710 годы построено 67 кораблей, фрегатов и прамов, почти столько же галер, бомбардных судов и брандеров и до тысячи бригантин, шняв и других мелких судов. Но поспешность постройки, сырой лес, употреблявшийся для неё, и повреждения, которым суда подвергались при проводе через мелководное устье Дона, — всё это приводило их в преждевременную негодность, поэтому весною 1710 года при объявлении войны Турции в Таганроге годных к службе оказалось только 5 кораблей, 1 фрегат, 2 шнявы и 1 тялка.
Прутский мир нанёс удар флотилии: Азов возвращён туркам, Таганрог срыт, и находившиеся там суда частью проданы, частью уничтожены, а мастера и рабочие переведены в Петербург и Олонец.
В 1722 году Пётр приказал возобновить судостроение в Воронеже и Таврове.

### Балтийский флот
Изучив за границей морское дело, Пётр по возвращении в Россию из Великого посольства основал Балтийский флот, частью купив корабли за границей, частью построив их в России, в Петербурге и Архангельске, в основанных здесь адмиралтействах.
В 1702 году 22 января последовал указ государя о постройке шести 18-пушечных кораблей на реке Сяси «в оборону и на отпор против неприятельских свейских войск». В 1703 году, 24 марта, были заложены в Лодейном поле на реке Свири в Олонце: первый парусный фрегат балтийского флота «Штандарт», 2 галиота, 5 буеров и 2 шмака. Постройка велась преимущественно русскими мастеровыми, под руководством корабельных мастеров-иностранцев.
В 1703 году в мае месяце капитан бомбардирской роты Пётр в устье Невы с 30 лодками взял на абордаж 2 шведских судна с 17-ю пушками. Это было первое дело зарождавшегося Петровского флота. Пётр и поручик Меншиков были награждены за него орденом св. Андрея, все остальные получили медали с надписью «Небываемое бывает». Вскоре после этой победы был заложен Петербург. Сюда и были приведены из Олонца фрегат «Штандарт» и несколько мелких судов. Зимой того же года на острове Котлине была заложена крепость Кроншлот. Для командования вновь построенными судами Пётр пригласил голландца Корнелиуса Крюйса, который вступил в службу в звании вице-адмирала. Командиры судов, а также большинство офицеров были иностранцами, главным образом голландцами.
В 1704 году в Петербурге начато сооружение обширного адмиралтейства. С 1704 года флот принял энергичное участие в обороне Петербурга, где шла деятельная работа по постройке судов на только что заложенной верфи, на месте нынешнего главного адмиралтейства. На первых порах роль флота была исключительно оборонительная.
В 1705 году русская эскадра под начальством вице-адмирала Крюйса, стоя на якоре за бонами у Кроншлота, в составе восьми фрегатов 24-пушечных, шести шняв 12-пушечных, семи галер и двух брандеров (всего 226 орудий), отразила нападение шведского флота из семи кораблей, шести фрегатов и девяти прочих судов (под начальством адмирала Анкерстерна), имевшего около 660 орудий; при этом шведы высадились на Котлинскую косу, но были отбиты с большим уроном полковником Толбухиным. В 1705 году эскадры русских кораблей доходили до острова Готланда и города Борго.
В 1706 году около Выборга сержант Щепотев, посланный для разведок на пяти лодках с 45-ю гренадерами, взял шведский адмиральский бот с 4 пушками и 100 человек и в то же самое время отразил нападение другого такого же бота. Из русских в живых осталось с ранеными только 13 человек, которые и привели приз и 26 пленных.
В 1708 году деятельность флота впервые приобрела наступательный характер, 10-го и 11-го мая отряд русской гребной флотилии из девяти скампавей и семи бригантин под начальством шаубенахта графа Боциса дошёл до города Борго, высадил десант и под выстрелами батарей выжег город и окрестности и истребил 16 мелких судов.
Гораздо важнее была поддержка, оказанная флотом сухопутной армии в 1710 году при взятии крепости Выборг. К 8-му мая Пётр доставил на нём осадную артиллерию и припасы для армии; 13-го июня крепость, осаждённая русскими войсками и галерным флотом из 65 судов под начальством графа Боциса, сдалась на капитуляцию. Осенью этого года в состав флота вошли первые 50-пушечные корабли: «Выборг», «Пернов», «Рига», построенные в Олонце и Новой Ладоге.
К 1710 году были взяты города: Рига, Аренсбург, Пернов, Ревель.
В 1712 году, 15-го июля, в Петербурге был спущен первый выстроенный здесь русским мастером Скляевым 50-пушечный корабль «Полтава». Около этого же времени заложены были суда в Архангельске. Постройка судов, их вооружение и снаряжение в плаванье велись быстро под непосредственным надзором царя, несмотря на разные неблагоприятные условия.
К 1713 году флот состоял из 13 кораблей и в этом году совершил первое плавание до Ревеля под командой Крюйса; в эту же кампанию галерный флот (93 галеры и прочие суда) под начальством Боциса содействовал взятию городов Борго, Гельсингфорса и Або.
В 1713 году были взяты города Гельсингфорс, Борго и Або.
В 1713 году Пётр поручил князю Куракину и Салтыкову купить несколько кораблей в Великобритании и Голландии, что и было исполнено. Особенное же внимание Пётр обратил на создание шхерной флотилии и на так называемый «галерный» флот; царь верно понял тактическое значение финляндских шхер; шхерная флотилия во всех последующих войнах со Швецией обеспечивала нашу армию относительно продовольствия, защищая фланги и тыл от нападения со стороны моря; затем шхерная флотилия давала возможность в течение Северной войны производить десанты на берега Швеции, что существенно повлияло на исход борьбы со шведами.
В 1716 году русская эскадра из 17 кораблей, трёх фрегатов, трёх шняв и 45 галер собралась в Копенгагене, чтобы оттуда вместе с датским флотом начать действия против шведов. Туда же пришли эскадры: английская из 16 кораблей, трёх фрегатов, трёх шняв под командой адмирала Нориса, голландская из 25 судов, посланная для защиты торговли в Балтийском море и конвоирования громадного транспорта купеческих судов (600). На общем совете адмиралов эскадр решено было выйти в море, чтобы не задерживать купеческих судов; главное начальство над флотом, ввиду нежелания адмиралов подчиниться друг другу, было предложено царю.
5 августа 1716 года на русском флагманском корабле «Ингерманланд» был поднят царский штандарт, которому салютовали все суда эскадры (92 кроме галер) и крепость. Шведский флот заперся в Карлскроне; соединённая эскадра дошла до Борнгольма, откуда купеческие суда были отпущены с конвоем к своим портам. Пётр 14 августа оставил флот и поспешил в Копенгаген, чтобы ускорить десант в Швецию; но последний не состоялся в этом году, и наш флот вернулся в Ревель; галеры же пошли в Росток, а на следующую весну в Петербург. Это было самое дальнее плавание русского гребного флота.
В 1719 году, 24 мая, было выиграно первое эскадренное сражение в открытом море одной только артиллерией и маневрированием под парусами. Русская эскадра из четырёх кораблей и одной шнявы под командой первого капитана из русских Наума Акимовича Сенявина, учившегося мореплаванию в России, настигла между островами Эзель и Готска-Сандэ шведскую эскадру из трёх судов (50-пушечный корабль, 36-пушечный фрегат и 12-пушечная бригантина) под начальством командора Врангеля и атаковала её. После 8-часового боя шведские суда сдались. Пётр «за столь добрый почин флота российского» пожаловал Сенявина в капитан-командоры и выдал 11 тысяч рублей призовых денег на его эскадру.
В 1721 году в ожидании британского флота Пётр организовал цепь наблюдательных пунктов от острова Даго до Петербурга и ограничился оборонительным положением корабельного флота. Галерный флот всё же был послан с десантом в Швецию.
В 1721 году с заключением Ништадского мира закончилась боевая служба флота, который с колыбели вступил в борьбу с флотом первоклассной морской державы, каковой считалась Швеция в начале Северной войны, и с честью её выдержал в течение более 19-ти лет. Пётр и адмирал Крюйс были произведены в адмиралы, а граф Апраксин был удостоен кейзер-флага.
В 1723 году Пётр устроил торжественное празднество в честь флота, оказавшего громадные услуги государству во время Северной войны.

## Подготовка кадров
Для управления судами Петром выписывались иностранцы, преимущественно голландцы, затем англичане, датчане, венецианцы, греки; они и были капитанами первых военных судов; даже часть боцманов и матросов были голландцами. Для образования капитанов и офицеров из русских, Пётр посылал за границу молодых дворян на несколько лет на практику на суда в Англию, Голландию, а также Венецию для изучения галерного дела.
Для образования морских офицеров в 1701 году в Москве была основана «Школа математических и навигационных наук», впоследствии переведённая в Петербург и образовавшая нынешний Морской кадетский корпус.
В 1715 году в Петербурге была учреждена Академия морской гвардии на 300 человек, которая размещалась в палатах Кикина, на месте Зимнего дворца.

## Управление
В 1696 году был образован первый орган морского управления — Корабельный (впоследствии Адмиралтейский) приказ.
Управление флотом в 1717 году было передано Адмиралтейской коллегии.

## Состав и вооружение
На день смерти Петра императорский флот состоял из:
- органов военного управления;
- Балтийского флота: 36 кораблей (48—98 пушек), 16 фрегатов (24—44 пушек), 70 галер и 280 разных судов (большая часть из них была выстроена в России, часть взята у шведов и часть куплена в разное время за границей, главным образом, в Англии, Голландии и Дании);
- Каспийской флотилии: около 100 судов;
- Воронежской флотилии: несколько судов.

Важнейшим типом судов были в то время корабли 2-дечные или 3-дечные (40—100 пушек). Кроме этого, строились фрегаты (до 30 пушек), пинки, гекботы, гукары (вроде корвета) и шнявы (бриги с 18 пушками). Галерный (вёсельный) флот состоял из галер (до 130 дюймов длины) и скампавей (меньшего размера галера, с 1 пушкой большого калибра на носу и несколькими мелкими) и других мелких судов.